# Vasknarva
Vasknarva (svenska: Nyslott, tyska: Neuschloss, Syrenetz, ryska: Сыренец) är en by (estniska: küla) i Alutaguse kommun i landskapet Ida-Virumaa i nordöstra Estland. Byn ligger på västra sidan av sjön Peipus utflöde i floden Narva, vid änden av Riksväg 32, mitt emot den ryska byn Skamja (ryska: Скамья) på andra sidan floden.
I kyrkligt hänseende hör byn till Iisaku församling inom den Estniska evangelisk-lutherska kyrkan.
Före kommunreformen 2017 hörde byn till dåvarande Alajõe kommun.

## Galleri

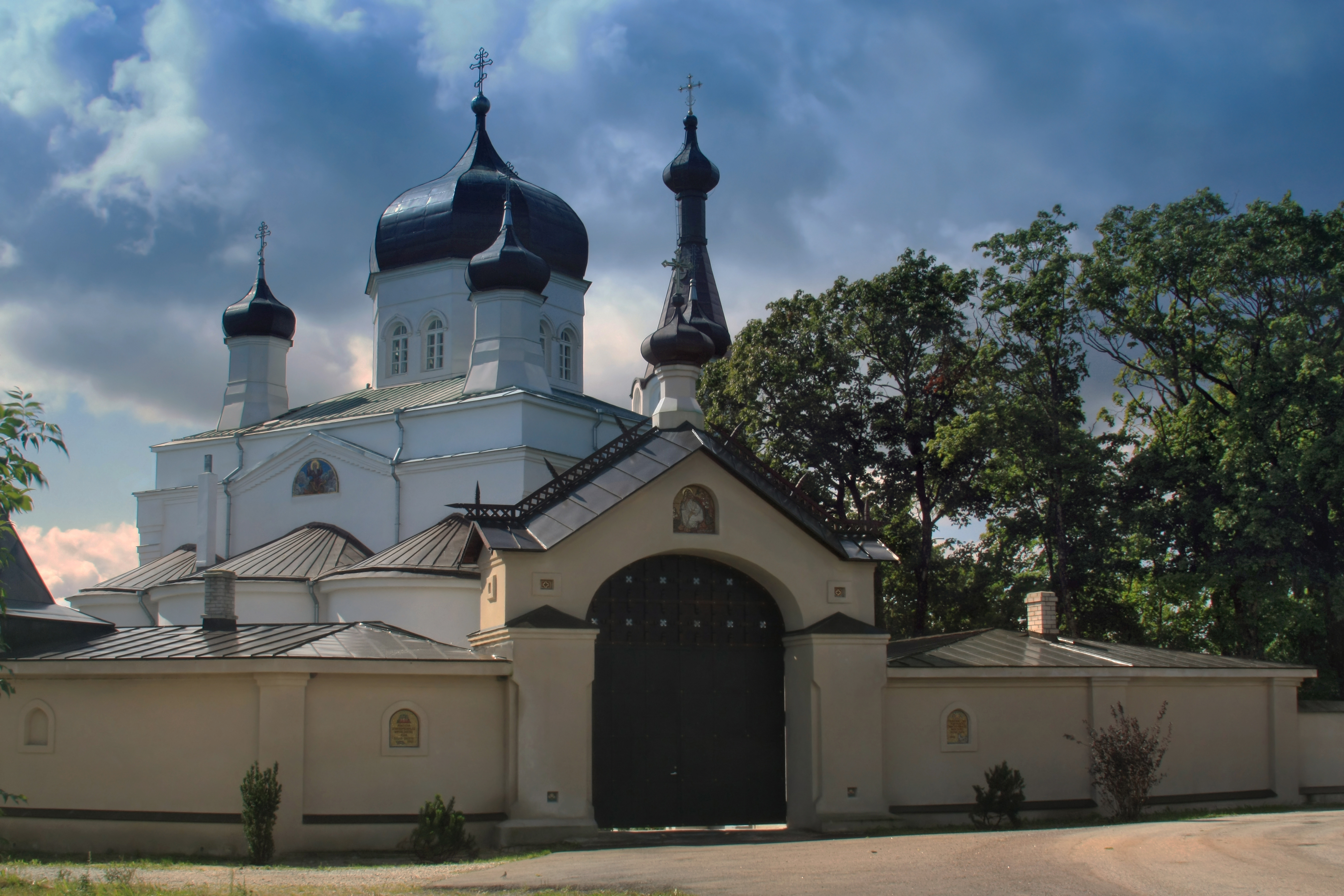
Vasknarva ortodoxa kyrka och kloster.
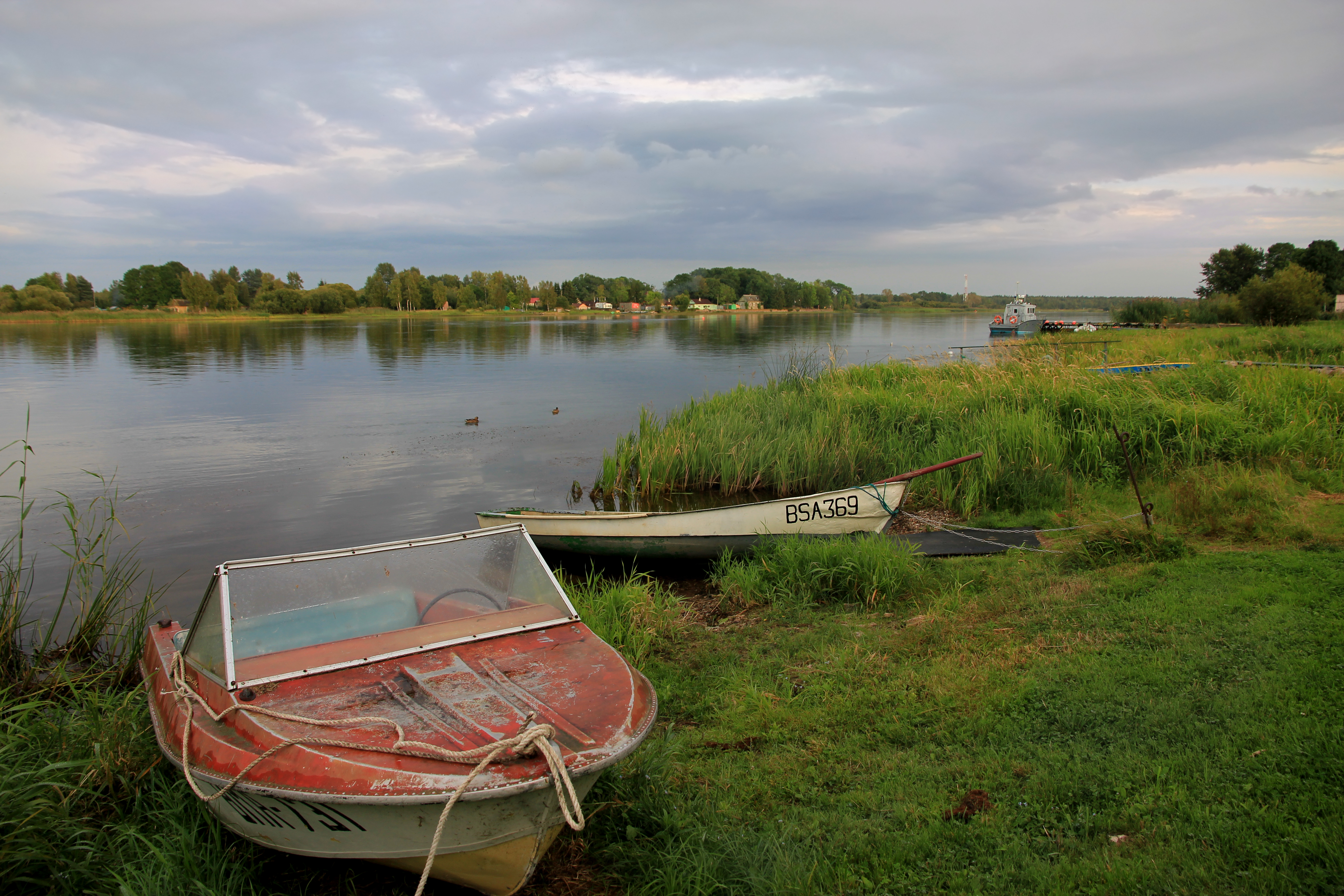
Floden Narva med den ryska byn Skamja i bakgrunden.
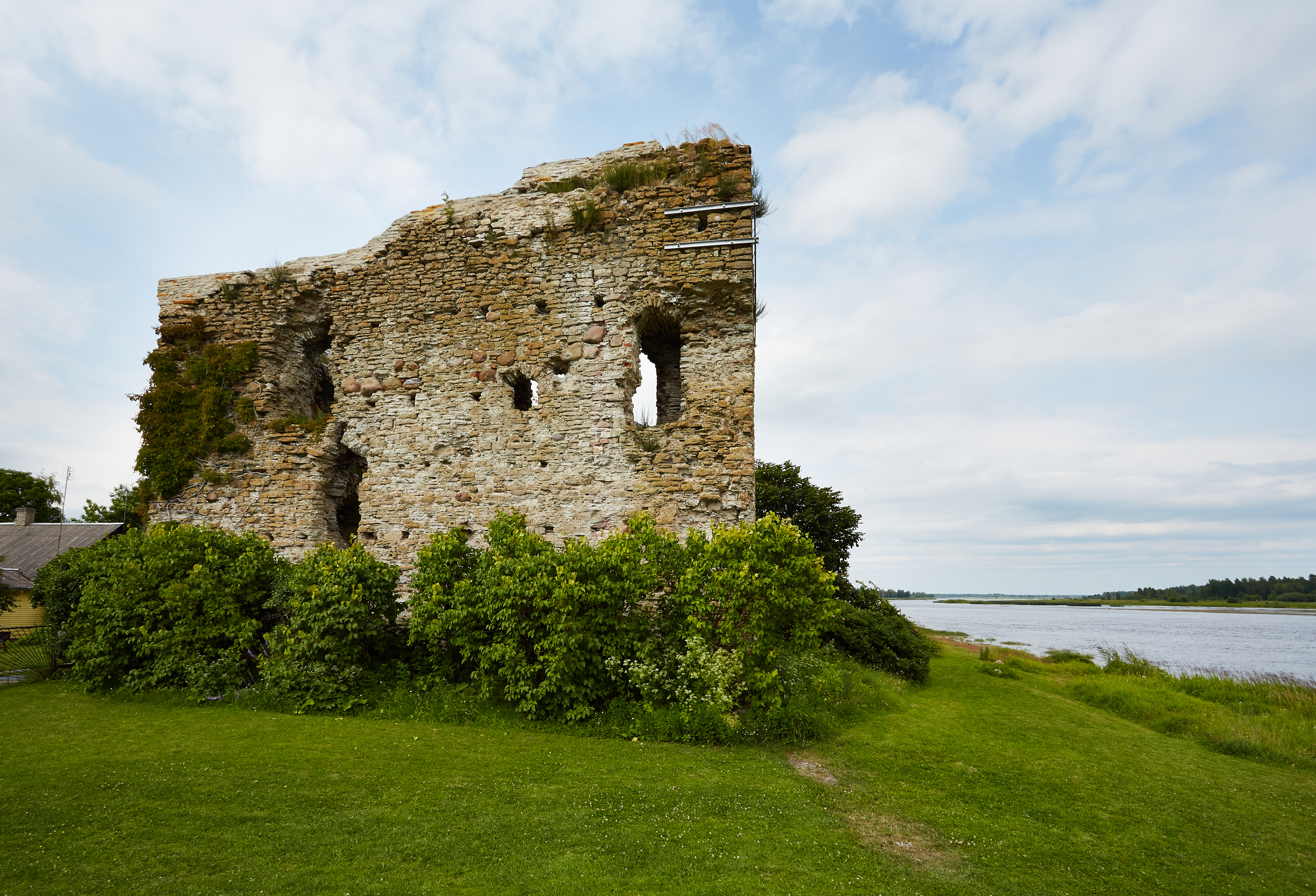
Vasknarva borgruin vid floden Narva.
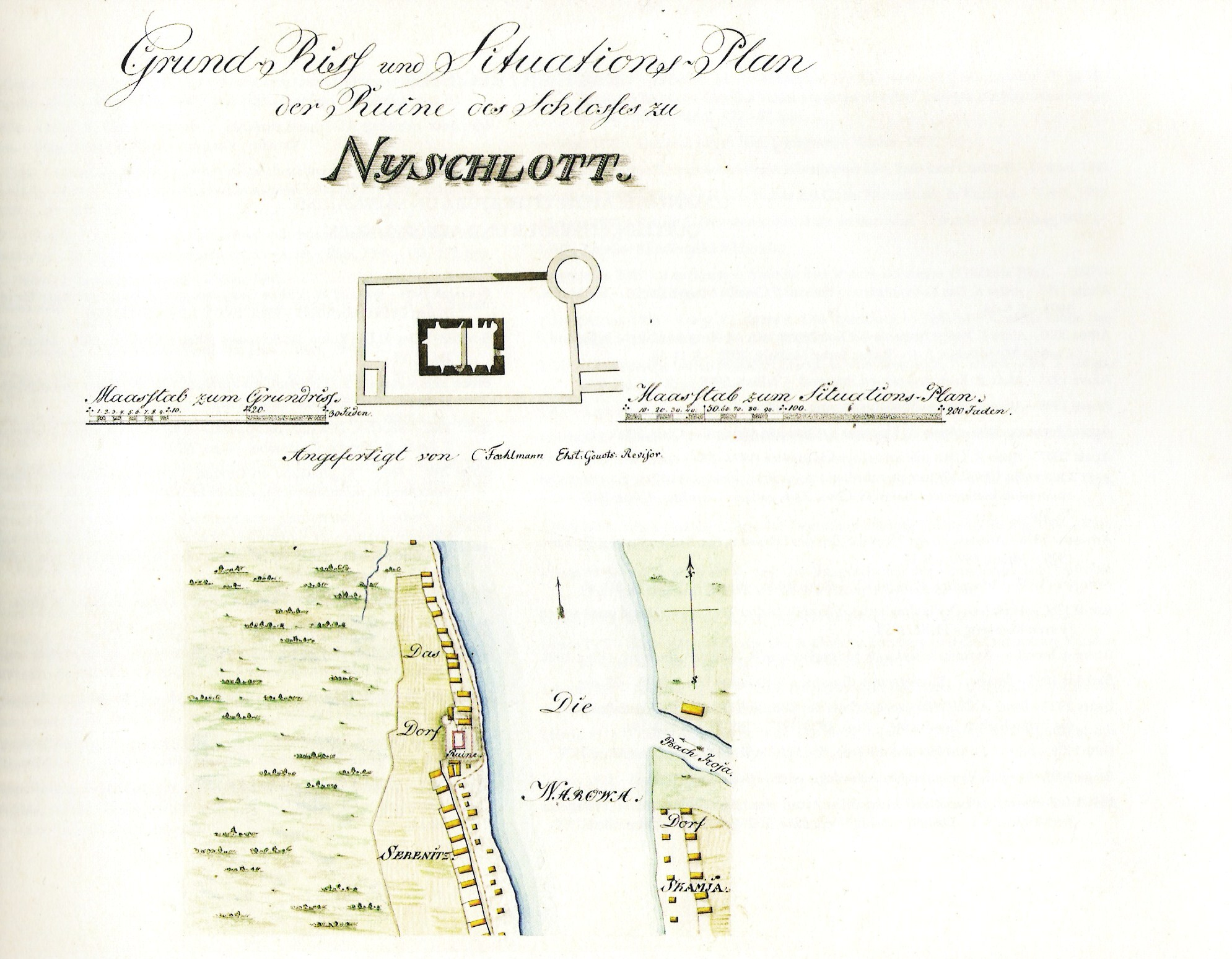
Karta över Vasknarva borg (Nyslott).